# Göteborgs IK
Göteborgs IK, GIK, är en ishockeyklubb från Kortedala i östra Göteborg. Den bildades 1973 genom en sammanslagning av Kortedala HC:s och Kobbens IF:s ishockeysektioner. I början spelade man i division III som man vann flera gånger, men först säsongen 1981/1982 lyckades man avancera till division II. Säsongen 1999/2000 spelade man för första gången i division 1. Det varade endast en säsong men förening återkom en säsong 2007/2008. 
Klubbdräkten är gul tröja med gul logotyp och gröna byxor. Laget spelade sina hemmamatcher i Isdala ishall till våren 2023 strax innan den revs. Sedan hösten 2023 spelar man i den nybyggda Kvibergs Parks is- och sporthall. Den tidigare NHL-spelaren Daniel Alfredsson är fostrad i klubben.